# Stazione meteorologica di Udine Rivolto
La stazione meteorologica di Udine Rivolto è una stazione meteorologica di riferimento per il Servizio Meteorologico dell'Aeronautica Militare e per l'Organizzazione Mondiale della Meteorologia, relativa alla località di Rivolto, una frazione del Comune di Codroipo, nella provincia di Udine.

## Caratteristiche
La stazione meteorologica si trova nell'Italia nord-orientale, in Friuli-Venezia Giulia, in provincia di Udine, nel comune di Codroipo, presso l'area aeroportuale di Rivolto, a 53 metri s.l.m. e alle coordinate geografiche 45°58′30.47″N 13°02′56.68″E. La stazione porta la denominazione Udine, pur non essendo ubicata nel relativo territorio comunale.
Oltre alle funzioni di assistenza alla navigazione aerea, la stazione effettua rilevazioni orarie con osservazioni sullo stato del cielo (nuvolosità in chiaro) e su temperatura, precipitazioni, umidità relativa, eliofania, pressione atmosferica con valore normalizzato al livello del mare, direzione e velocità del vento.
Dal febbraio 2016 a seguito di una riorganizzazione dei reparti dell'Aeronautica Militare è stata spostata presso questa stazione la sede di Udine per il lancio dei Radiosondaggi atmosferici. La precedente sede è stata Udine Campoformido. 

## Medie climatiche ufficiali

### Dati climatologici 1971-2000
In base alle medie climatiche del periodo 1971-2000, le più recenti in uso, la temperatura media del mese più freddo, gennaio, è di +3,7 °C, mentre quella dei mesi più caldi, luglio e agosto, è di +22,7 °C; mediamente si contano 57 giorni di gelo all'anno e 25 giorni con temperatura massima uguale o superiore ai +30 °C. I valori estremi di temperatura registrati nel medesimo trentennio sono i -14,6 °C del gennaio 1985 e i +38,2 °C del luglio 1983.
Le precipitazioni medie annue si attestano a 1.211 mm, mediamente distribuite in 95 giorni di pioggia, con minimo relativo in inverno, picco massimo in autunno e massimo secondario in primavera per gli accumuli.
L'umidità relativa media annua fa registrare il valore di 71 % con minimo di 68 % a marzo e massimo di 75 % a dicembre; mediamente si contano 33 giorni di nebbia all'anno.
Di seguito è riportata la tabella con le medie climatiche e i valori massimi e minimi assoluti registrati nel trantennio 1971-2000 e pubblicati nell'Atlante Climatico d'Italia del Servizio Meteorologico dell'Aeronautica Militare relativo al medesimo trentennio.
| Udine Rivolto (1971-2000)       | Mesi         | Mesi         | Mesi        | Mesi        | Mesi        | Mesi        | Mesi        | Mesi        | Mesi        | Mesi        | Mesi        | Mesi         | Stagioni | Stagioni | Stagioni | Stagioni | Anno    |
| Udine Rivolto (1971-2000)       | Gen          | Feb          | Mar         | Apr         | Mag         | Giu         | Lug         | Ago         | Set         | Ott         | Nov         | Dic          | Inv      | Pri      | Est      | Aut      | Anno    |
| ------------------------------- | ------------ | ------------ | ----------- | ----------- | ----------- | ----------- | ----------- | ----------- | ----------- | ----------- | ----------- | ------------ | -------- | -------- | -------- | -------- | ------- |
| T. max. media (°C)              | 7,7          | 9,8          | 13,5        | 17,1        | 22,3        | 25,6        | 28,2        | 28,4        | 24,1        | 18,6        | 12,6        | 8,5          | 8,7      | 17,6     | 27,4     | 18,4     | 18,0    |
| T. min. media (°C)              | −0,4         | 0,3          | 3,4         | 7,0         | 11,8        | 15,0        | 17,1        | 16,9        | 13,3        | 8,8         | 3,7         | 0,5          | 0,1      | 7,4      | 16,3     | 8,6      | 8,1     |
| T. max. assoluta (°C)           | 18,6 (1989)  | 23,2 (1990)  | 25,6 (1977) | 27,8 (2000) | 33,2 (1997) | 36,0 (1996) | 38,2 (1983) | 36,8 (1992) | 34,4 (1973) | 29,2 (1986) | 22,6 (1972) | 17,4 (1979)  | 23,2     | 33,2     | 38,2     | 34,4     | 38,2    |
| T. min. assoluta (°C)           | −14,6 (1985) | −11,6 (1991) | −9,2 (1971) | −1,3 (1997) | 2,3 (1984)  | 8,0 (1980)  | 9,0 (1984)  | 6,6 (1995)  | 3,0 (1971)  | −3,2 (1997) | −8,4 (1988) | −11,2 (1996) | −14,6    | −9,2     | 6,6      | −8,4     | −14,6   |
| Giorni di calura (Tmax ≥ 30 °C) | 0            | 0            | 0           | 0           | 0           | 3           | 10          | 11          | 1           | 0           | 0           | 0            | 0        | 0        | 24       | 1        | 25      |
| Giorni di gelo (Tmin ≤ 0 °C)    | 18           | 14           | 6           | 0           | 0           | 0           | 0           | 0           | 0           | 0           | 5           | 14           | 46       | 6        | 0        | 5        | 57      |
| Precipitazioni (mm)             | 74,9         | 61,6         | 86,2        | 119,0       | 118,2       | 137,9       | 81,2        | 79,1        | 124,3       | 134,5       | 108,1       | 85,9         | 222,4    | 323,4    | 298,2    | 366,9    | 1 210,9 |
| Giorni di pioggia               | 6            | 5            | 8           | 10          | 11          | 11          | 8           | 7           | 7           | 8           | 7           | 7            | 18       | 29       | 26       | 22       | 95      |
| Giorni di nebbia                | 8            | 5            | 3           | 2           | 1           | 1           | 0           | 0           | 1           | 3           | 4           | 5            | 18       | 6        | 1        | 8        | 33      |
| Umidità relativa media (%)      | 73           | 69           | 68          | 70          | 70          | 71          | 70          | 69          | 70          | 73          | 74          | 75           | 72,3     | 69,3     | 70       | 72,3     | 71      |

### Dati climatologici 1961-1990
In base alla media trentennale di riferimento 1961-1990, ancora in uso per l'Organizzazione meteorologica mondiale e definita Climate Normal (CLINO), la temperatura media del mese più freddo, gennaio, si attesta a +3,4 °C; quella del mese più caldo, luglio, è di +22,5 °C. Mediamente, si verificano 59 giorni di gelo all'anno. Nel trentennio esaminato, la temperatura massima più elevata di +38,2 °C risale al luglio 1983, mentre la temperatura minima più bassa di -14,6 °C fu registrata nel gennaio 1985.
La nuvolosità media annua si attesta a 4 okta, con minimo di 3 okta ad agosto e massimo di 4,8 okta ad aprile.
Le precipitazioni medie annue, attorno ai 1250 mm e distribuite mediamente in 95 giorni, fanno registrare minimi relativi in inverno ed estate e picchi massimi in autunno e primavera.
L'umidità relativa media annua fa registrare il valore di 71,7% con minimo di 69% a marzo e massimo di 75% a dicembre.
L'eliofania assoluta media annua si attesta a 5,1 ore giornaliere, con massimo di 7,8 ore giornaliere a luglio e minimo di 2,6 ore giornaliere a dicembre.
La pressione atmosferica media annua normalizzata al livello del mare fa registrare il valore di 1015,9 hPa, con massimi di 1018 hPa ad ottobre, a novembre e a dicembre e minimo di 1013 hPa ad aprile.
Il vento presenta una velocità media annua di 3,4 m/s, con minimi di 3,1 m/s a giugno e ad agosto e massimi di 3,6 m/s a gennaio e ad aprile; le direzioni prevalenti sono di tramontana a gennaio, ad aprile, a maggio, a luglio, ad agosto e a dicembre, di grecale a febbraio, a marzo e tra settembre e novembre, di ostro a giugno.
| Udine Rivolto (1961-1990)                            | Mesi         | Mesi         | Mesi        | Mesi        | Mesi        | Mesi        | Mesi        | Mesi        | Mesi        | Mesi        | Mesi        | Mesi        | Stagioni | Stagioni | Stagioni | Stagioni | Anno    |
| Udine Rivolto (1961-1990)                            | Gen          | Feb          | Mar         | Apr         | Mag         | Giu         | Lug         | Ago         | Set         | Ott         | Nov         | Dic         | Inv      | Pri      | Est      | Aut      | Anno    |
| ---------------------------------------------------- | ------------ | ------------ | ----------- | ----------- | ----------- | ----------- | ----------- | ----------- | ----------- | ----------- | ----------- | ----------- | -------- | -------- | -------- | -------- | ------- |
| T. max. media (°C)                                   | 7,4          | 9,4          | 12,8        | 16,8        | 21,9        | 25,3        | 28,0        | 27,7        | 24,1        | 18,9        | 12,6        | 8,4         | 8,4      | 17,2     | 27,0     | 18,5     | 17,8    |
| T. min. media (°C)                                   | −0,6         | 0,5          | 3,2         | 6,7         | 11,3        | 14,7        | 16,9        | 16,5        | 13,3        | 8,6         | 3,5         | 0,2         | 0,0      | 7,1      | 16,0     | 8,5      | 7,9     |
| T. max. assoluta (°C)                                | 18,6 (1989)  | 23,2 (1990)  | 25,6 (1977) | 26,3 (1969) | 31,3 (1986) | 33,2 (1981) | 38,2 (1983) | 36,0 (1985) | 34,4 (1973) | 29,2 (1986) | 22,6 (1972) | 17,4 (1979) | 23,2     | 31,3     | 38,2     | 34,4     | 38,2    |
| T. min. assoluta (°C)                                | −14,6 (1985) | −11,3 (1987) | −9,2 (1971) | −3,2 (1970) | 2,3 (1984)  | 8,0 (1980)  | 9,0 (1984)  | 8,5 (1969)  | 3,0 (1971)  | −2,6 (1972) | −8,4 (1988) | −9,0 (1973) | −14,6    | −9,2     | 8,0      | −8,4     | −14,6   |
| Giorni di gelo (Tmin ≤ 0 °C)                         | 18           | 13           | 6           | 0           | 0           | 0           | 0           | 0           | 0           | 0           | 5           | 17          | 48       | 6        | 0        | 5        | 59      |
| Nuvolosità (okta al giorno)                          | 4,1          | 3,9          | 4,6         | 4,8         | 4,5         | 4,4         | 3,4         | 3,0         | 3,6         | 3,9         | 3,8         | 4,3         | 4,1      | 4,6      | 3,6      | 3,8      | 4,0     |
| Precipitazioni (mm)                                  | 89,1         | 71,9         | 103,1       | 119,1       | 125,9       | 136,2       | 79,0        | 90,2        | 99,0        | 124,3       | 107,3       | 103,6       | 264,6    | 348,1    | 305,4    | 330,6    | 1 248,7 |
| Giorni di pioggia                                    | 7            | 6            | 8           | 10          | 11          | 11          | 8           | 7           | 6           | 7           | 7           | 7           | 20       | 29       | 26       | 20       | 95      |
| Umidità relativa media (%)                           | 74           | 70           | 69          | 71          | 71          | 72          | 70          | 70          | 72          | 74          | 72          | 75          | 73       | 70,3     | 70,7     | 72,7     | 71,7    |
| Eliofania assoluta (ore al giorno)                   | 3,5          | 4,6          | 3,4         | 5,2         | 6,0         | 6,8         | 7,8         | 7,7         | 5,6         | 4,2         | 3,9         | 2,6         | 3,6      | 4,9      | 7,4      | 4,6      | 5,1     |
| Radiazione solare globale media (centesimi di MJ/m²) | 493          | 824          | 1 013       | 1 594       | 1 831       | 1 986       | 2 039       | 1 830       | 1 364       | 843         | 519         | 328         | 1 645    | 4 438    | 5 855    | 2 726    | 14 664  |
| Pressione a 0 metri s.l.m. (hPa)                     | 1 017        | 1 017        | 1 015       | 1 013       | 1 014       | 1 014       | 1 015       | 1 015       | 1 017       | 1 018       | 1 018       | 1 018       | 1 017,3  | 1 014    | 1 014,7  | 1 017,7  | 1 015,9 |
| Vento (direzione-m/s)                                | N 3,6        | NE 3,5       | NE 3,4      | N 3,6       | N 3,3       | S 3,1       | N 3,2       | N 3,1       | NE 3,2      | NE 3,4      | NE 3,4      | N 3,5       | 3,5      | 3,4      | 3,1      | 3,3      | 3,4     |

## Valori estremi

### Temperature estreme mensili dal 1969 ad oggi
Nella tabella sottostante sono riportati i valori delle temperature estreme mensili dal 1969 ad oggi, con il relativo anno in cui sono state registrate. Nel periodo esaminato, la temperatura minima assoluta ha toccato i -18,0 °C il 20 dicembre 2009 (la stazione automatica DCP di controllo, codice WMO 16046, ha registrato addirittura una minima assoluta ancora inferiore di -19,8 °C nella stessa giornata, pur non essendone omologabile il dato), mentre la massima assoluta di +38,2 °C è del luglio 1983 e del luglio 2006.
| Udine Rivolto (1969-2025) | Mesi         | Mesi         | Mesi         | Mesi        | Mesi        | Mesi        | Mesi        | Mesi        | Mesi        | Mesi        | Mesi        | Mesi         | Stagioni | Stagioni | Stagioni | Stagioni | Anno  |
| Udine Rivolto (1969-2025) | Gen          | Feb          | Mar          | Apr         | Mag         | Giu         | Lug         | Ago         | Set         | Ott         | Nov         | Dic          | Inv      | Pri      | Est      | Aut      | Anno  |
| ------------------------- | ------------ | ------------ | ------------ | ----------- | ----------- | ----------- | ----------- | ----------- | ----------- | ----------- | ----------- | ------------ | -------- | -------- | -------- | -------- | ----- |
| T. max. assoluta (°C)     | 18,6 (1989)  | 23,2 (1990)  | 25,6 (1977)  | 29,5 (2012) | 33,2 (1997) | 37,0 (2019) | 38,2 (1983) | 37,8 (2017) | 35,0 (2024) | 29,8 (2011) | 25,3 (2004) | 18,2 (2016)  | 23,2     | 33,2     | 38,2     | 35,0     | 38,2  |
| T. min. assoluta (°C)     | −14,6 (1985) | −11,6 (1991) | −10,0 (2005) | −4,8 (2003) | 1,4 (1970)  | 5,8 (2006)  | 8,2 (1970)  | 6,6 (1995)  | 1,8 (2018)  | −3,2 (1997) | −8,4 (1988) | −18,0 (2009) | −18,0    | −10,0    | 5,8      | −8,4     | −18,0 |